# Javier Calvo
Javier Calvo Guirao (Madrid, 21 januari 1991) is een Spaans acteur. Zijn bekendste rol was als Fernando in Física o química.

## Loopbaan
Calvo begon met acteren op de leeftijd van elf jaar. Vanaf 2008 speelde hij in Física o química de rol van Fernando Redondo. Hij speelde daar een homoseksuele tiener. Calvo zegt dat het thema over problemen gaat die er ook in het dagelijkse leven zijn, zoals seksualiteit.